# Kabayaki

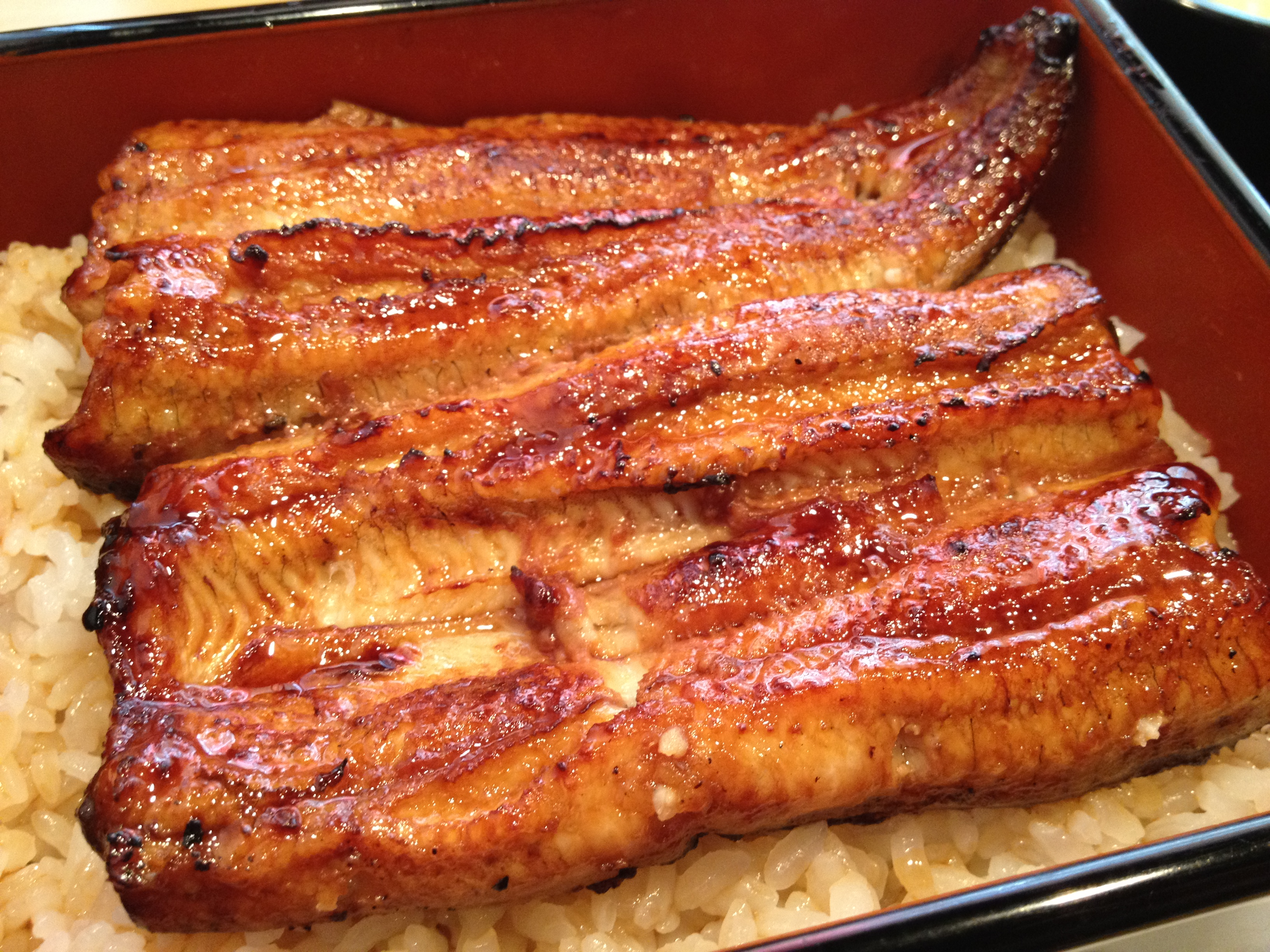
Kabayaki vom Aal

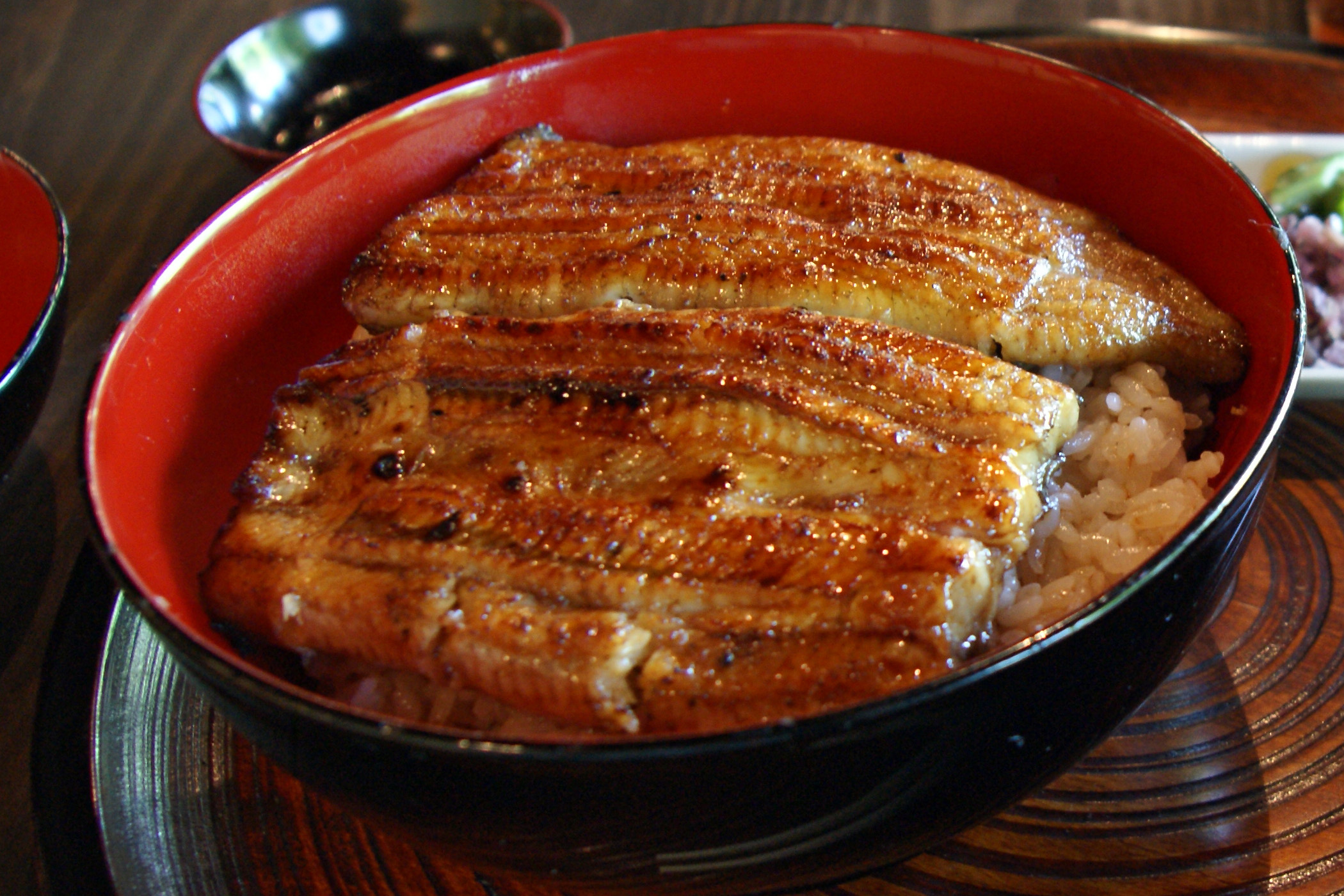
Ähnlich ist Unadon

Kabayaki (jap. 蒲焼き) ist ein japanisches Fischgericht, vor allem mit aalartigen Fischen. Kabayaki ist eine Art von Teriyaki (照り焼き).
Man isst Kabayaki schon seit der Edo-Zeit, weshalb es heute zu den traditionellen Gerichten der japanischen Regionalküche zählt. Kaba (蒲) bedeutet Breitblättriger Rohrkolben auf Japanisch. Das Gericht, ein halber entgräteter Aal, gleicht dem Aussehen eines Rohrkolbens, woher auch der Name rührt.